# العلاقات الإندونيسية التونسية
العلاقات الإندونيسية التونسية هي العلاقات الثنائية التي تجمع بين إندونيسيا وتونس.

## مقارنة بين البلدين
هذه مقارنة عامة ومرجعية للدولتين:
| وجه المقارنة                                              | إندونيسيا         | تونس                                       |
| --------------------------------------------------------- | ----------------- | ------------------------------------------ |
| المساحة (كم2)                                             | 1.90 مليون        | 163.61 ألف                                 |
| عدد السكان (نسمة)                                         | 263.99 مليون      | 11.53 مليون                                |
| الكثافة السكانية (ن./كم²)                                 | 138.94            | 70.47                                      |
| العاصمة                                                   | جاكرتا            | تونس                                       |
| اللغة الرسمية                                             | اللغة الإندونيسية | اللغة العربية                              |
| العملة                                                    | روبية إندونيسية   | دينار تونسي                                |
| الناتج المحلي الإجمالي (بليون دولار)                      | 1.02 تريليون      | 40.26 مليار                                |
| الناتج المحلي الإجمالي (تعادل القوة الشرائية) بليون دولار | 2.85 تريليون      | 129.05 مليار                               |
| الناتج المحلي الإجمالي الاسمي للفرد دولار أمريكي          | 3.35 ألف          | 3.87 ألف                                   |
| الناتج المحلي الإجمالي للفرد دولار أمريكي                 | 10.52 ألف         | 11.44 ألف                                  |
| مؤشر التنمية البشرية                                      | 0.684             | 0.721                                      |
| رمز المكالمات الدولي                                      | +62               | +216                                       |
| رمز الإنترنت                                              | .id               | .tn                                        |
| المنطقة الزمنية                                           |                   | ت ع م+01:00، توقيت وسط أوروبا، ت ع م+02:00 |

## منظمات دولية مشتركة
يشترك البلدان في عضوية مجموعة من المنظمات الدولية، منها:
| علم المنظمة | اسم المنظمة                                                | تاريخ انضمام إندونيسيا | تاريخ انضمام تونس |
| ----------- | ---------------------------------------------------------- | ---------------------- | ----------------- |
|             | منظمة التجارة العالمية                                     | ?                      | ?                 |
|             | الاتحاد البريدي العالمي                                    | ?                      | ?                 |
|             | يونسكو                                                     | 27 مايو 1950           | 8 نوفمبر 1956     |
|             | الفريق المعني برصد الأرض                                   | ?                      | ?                 |
|             | مؤسسة التمويل الدولية                                      | 23 أبريل 1968          | 25 يوليو 1962     |
|             | منظمة التعاون الإسلامي                                     | ?                      | ?                 |
|             | المركز الدولي لتسوية المنازعات الاستشارية                  | 28 أكتوبر 1968         | 14 أكتوبر 1966    |
|             | منظمة حظر الأسلحة الكيميائية                               | ?                      | ?                 |
|             | مؤسسة التنمية الدولية                                      | 20 أغسطس 1968          | 30 ديسمبر 1960    |
|             | وكالة ضمان الاستثمار متعدد الأطراف                         | 12 أبريل 1988          | 7 يونيو 1988      |
|             | الاتحاد الدولي للاتصالات                                   | 1949                   | 14 ديسمبر 1956    |
|             | منظمة الشرطة الجنائية الدولية                              | 5 أكتوبر 1954          | ?                 |
|             | الأمم المتحدة                                              | 28 سبتمبر 1950         | 12 نوفمبر 1956    |
|             | البنك الدولي للإنشاء والتعمير                              | 13 أبريل 1967          | 14 أبريل 1958     |
|             | المنظمة الهيدروغرافية الدولية                              | ?                      | ?                 |
|             | العملية المشتركة للاتحاد الأفريقي والأمم المتحدة في دارفور | ?                      | ?                 |

## وصلات خارجية
- موقع وزارة الخارجية الإندونيسية
- موقع وزارة الخارجية التونسية